# Puente Rewa
El Puente Rewa (en inglés: Rewa Bridge) es un puente de hormigón con una carretera de cuatro carriles sobre el río Rewa que une a Suva y Nausori en Fiyi. El puente tiene una longitud de 425 metros (1.394 pies), que comprende siete tramos internos de 49,5 metros y un vano final de 39,25 m. Es el puente más largo de Fiyi y el puente más largo de su tipo en el sur del Pacífico.
El puente fue financiado por una asociación entre la Unión Europea y el Gobierno de Fiyi y fue construido por Fletcher Construction para el gobierno de Fiyi entre octubre de 2003 y agosto de 2006 por un costo de  29,7 millones de dólares de Fiyi.